# Yan Stastny
Yan Pavol Stastny, född 30 september 1982 i Québec, Kanada, är en amerikansk ishockeyspelare som senast spelade för EHC Lustenau i AlpsHL.
Stastny har tidigare spelat för NHL-lagen St. Louis Blues,  Boston Bruins och Edmonton Oilers och på lägre nivåer för Manitoba Moose, Peoria Rivermen, Providence Bruins och Iowa Stars i AHL, Mora IK i Hockeyallsvenskan, CSKA Moskva i KHL, HC Vitkovice i Extraliga, Schwenninger Wild Wings och Nürnberg Ice Tigers i DEL, University of Notre Dame i NCAA, Omaha Lancers i USHL samt St. Louis Sting i NAHL och St. Louis Jr. Blues i CSJHL.
Han representerade USA i VM 2005 och 2006.
Yan Stastny är son till förre storspelaren Peter Stastny, brorson till Anton och Marian Stastny, och äldre bror till ishockeyspelaren Paul Stastny.

## Klubbar
- Nürnberg Ice Tigers
- Boston Bruins
- Edmonton Oilers
- St. Louis Blues
- Providence Bruins
- Peoria Rivermen
- Iowa Stars
- CSKA Moskva
- Mora IK